# Metoda Cobba

Metoda Cobba – metoda diagnostyczna służąca do obliczenia stopnia skrzywienia kręgosłupa. Polega na wykreśleniu prostych wzdłuż górnej powierzchni górnego kręgu krańcowego skrzywienia i dolnej powierzchni dolnego kręgu krańcowego, a następnie narysowaniu prostych prostopadłych do tych linii. Proste te, przecinając się z boku wygięcia wskazują kąt wygięcia w stopniach. Ze względów praktycznych bierze się pod uwagę nie właściwy kąt, ale kąt dopełniający (górny lub dolny). Wartość tego kąta wzrasta proporcjonalnie do zwiększenia się deformacji. Jeżeli wynosi on więcej niż 10 stopni, to pacjent ma skoliozę.